# 佐久間正 (スペイン語学者)
佐久間 正（さくま ただし、1910年1月17日 - 1992年9月26日）は、日本のスペイン語学者、東西交渉史学者。
東京出身。1938年中央大学法学部卒。1945年横浜市立経済専門学校講師、1949年横浜市立大学助教授、教授、1960年亜細亜大学教授、1962年清泉女子大学教授。80年定年。

## 著書
- 『入門スペイン語』（三笠書房） 1958
- 『NHKスペイン語第一歩』（三笠書房） 1959
- 『南蛮人のみた日本』（主婦の友社、Tomo選書） 1978

## 翻訳
- 『魔法使い 対訳』（ドン・ファン・バレーラ、訳註、三笠書房） 1957
- 『日本王国記』（アビラ・ヒロン、会田由・岩生成一共訳注、岩波書店、大航海時代叢書） 1965
- 『日本巡察記』（ヴァリニャーノ、松田毅一共訳注、桃源社、東西交渉旅行記全集 第5巻） 1965
  - 『日本巡察記』増補版、平凡社東洋文庫 1973。松田毅一・近松洋男共編訳
- 『鈴田の囚人 カルロス・スピノラの書簡』（ディエゴ・パチェコ編著、長崎文献社） 1967
- 『長崎を開いた人 コスメ・デ・トーレスの生涯』（パチェコ・ディエゴ、中央出版社） 1969
- 『ディエゴ・デ・サン・フランシスコ報告・書簡集』（キリシタン文化研究会） 1971
- 『福者フランシスコ・モラーレスO.P.書簡・報告』（ホセ・デルガード・ガルシーアO.P.、編注、キリシタン文化研究会） 1972
- 『日本殉教録』正・続（ペドゥロ・モレホン、野間一正共訳、キリシタン文化研究会） 1973 ‐ 1974
- 『大村純忠 キリシタン大名』（パチェコ・ディエゴ、二十六聖人記念館） 1974
- 『大村キリシタン史料 アフォンソ・デ・ルセナの回想録』（ヨゼフ・フランツ・シュッテ編、出崎澄男共訳、キリシタン文化研究会） 1975
- 『福者ホセ・デ・サン・ハシント・サルバネスO.P.書簡・報告』（ホセ・デルガード・ガルシーア編注、キリシタン文化研究会） 1976
- 『裁くものは』（フェルナン・カバリェーロ、国土社、国土社版 世界の名作） 1977
- 『福者アロンソ・デ・メーナO.P.書簡・報告』（ホセ・デルガード・ガルシーア編注、キリシタン文化研究会） 1982
- 『福者ハシント・オルファネールO.P.書簡・報告』（ホセ・デルガード・ガルシーア編注、キリシタン文化研究会） 1983
- 『福者トマース・デル・エスピリトゥ・サント・デ・スマラガO.P.書簡・報告』（ホセ・デルガード・ガルシーア編注、キリシタン文化研究会） 1984
- 『日本の聖ドミニコ ロザリオの聖母管区の歴史(1581年～1637年)』（ディエゴ・アドゥアルテ、ホセ・デルガード・ガルシーア編注、安藤弥生共訳、カトリック聖ドミニコ会ロザリオの聖母管区） 1990